# Agapetus gunungus
Agapetus gunungus är en nattsländeart som beskrevs av Arturs Neboiss och Lazar Botosaneanu 1988. Agapetus gunungus ingår i släktet Agapetus och familjen stenhusnattsländor. Inga underarter finns listade i Catalogue of Life.